# アラフォー賢者の異世界生活日記
『アラフォー賢者の異世界生活日記』（アラフォーけんじゃのいせかいせいかつにっき）は、寿安清による日本のライトノベル。イラストはジョンディーが担当している。2016年2月から『小説家になろう』にて連載され、2016年9月から書籍版がMFブックス（KADOKAWA）より刊行されている。2022年4月時点でシリーズ累計発行部数は220万部を突破している。
メディアミックスとして、『カドコミ（旧・ComicWalker）』（KADOKAWA）にて888によるコミカライズ版が2018年4月25日より連載されている。また、『マンガUP！』（スクウェア・エニックス）にて招来によるコミカライズ版が2018年10月16日より連載されている。

## あらすじ
会社をリストラされた後に、自宅でパソコンにのめり込む生活を送っていた40代の男・大迫聡はオンラインゲームでトッププレイヤーとして君臨していたが、ログイン中に発生した事故により死亡してしまう。その後、大迫はオンラインゲームでのステータスを引き継いだ状態で魔導士のゼロス・マーリンとして異世界に転生する。ゼロスは盗賊に襲われている老人を助けると、その能力を買われて魔法が使えない孫娘のセレスティーナ・ヴァン・ソリステアの家庭教師を任されることとなる。

## 登場人物
声の項はドラマCD版の担当声優。
ゼロス・マーリン / 大迫 聡（おおさこ さとし）
声 - 中井和哉
本作の主人公。40歳。転生前の職業はプログラマーで、未来の役員候補に挙げられるほど優秀だったが、身内の犯罪で解雇され田舎に引っ込んでいた。オンラインゲーム上および転生後の職業は「大賢者」。転生後の異世界では伝説とされる職業であり、各国からスカウトが殺到してもおかしくない立場だが、彼自身は権力には興味がなく、穏やかに過ごしたいと思っている。そのため、自身が「大賢者」であることも基本的には隠している。だが、異世界の常識とのズレがある上、ゼロス自身の常識も一般からは外れているためか、トラブルの原因になることも多い。ソリステア商会から売り出した魔法スクロール（最適化済）や冷蔵庫・魔導式自動車といった魔導具の報酬として莫大な資金も得るが、生活弱者支援金として寄付し「マーリン基金」と呼ばれるようになっている。
ゲーム時代は、全員が大賢者という「殲滅者」パーティーの一員で「黒の殲滅者」の名で知られていた。非常に癖の強いメンバーが揃った「殲滅者」パーティーの中では比較的良識的と評されていたものの、やはり常識外れでマッドな部分もしっかり持っている。レベルは1800越えと完全にオーバースペックな存在。魔法も近接戦闘もこなし、凄まじい戦闘能力を持つが、本来は生産職で、特にプログラミングを応用したオリジナル魔法の開発を専門としていた。魔道具関連スキルもカンストしており、その気になれば技術革命も可能だが流石に自重している。だが、暇を持て余すと製作するアイテムに外見も含めて「強力な代わりに致命的なデメリット付き」といったネタに走ったりすることも多い。ゼロス自身の能力の高さからスペックが無駄に高くなり、唐箕（稲の種籾選別器）として作ったアイテムが空を飛んだり音速を越えるといった事例も起こしている。
アルフィア・メーガス / 邪神
異世界の管理者「神」の後継者たる存在として生み出されたが、容姿が創造者の意に添わなかったため封印された。異世界視点で2500年ほど前に目覚め、管理権限を持つ四神を取り込もうと高い魔力が集中している場所を破壊した。この「邪神戦争」と呼ばれた戦いで先史魔導文明は崩壊したが、創世神の遺した神器と召喚された勇者によって再度封印され、四神によってゼロスたちのプレイしていたオンラインゲーム「ソード・アンド・ソーサリス」に放り込まれたが、それを迷惑に感じた多世界の神々によって魂魄の状態でゼロスと共に送り返された。ゼロスによってホムンクルスの身体を得て復活し、新たにアルフィア・メーガスと名付けられる。四神のもつ管理権限を奪還すべく行動を開始する。四神からの管理権限の奪還と各地の管理システム掌握を進めているが、四神の適当ぶりからくる仕事の面倒さに辟易しつつ、ストレス解消に食道楽に走りゼロスに食い物をたかっている。食べたものは全てエネルギーに変換され満腹することがなく、いくら食べても満足せず食い続けるということからゼロスからは駄目神扱いされている。

### 転生者
オンラインゲーム「ソード・アンド・ソーサリス」のプレイヤーだったが、ゼロスの属していたパーティ「殲滅者」が倒した邪神の自爆に巻き込まれて死んだため、その詫びとしてゲームデータ通りの能力をそのまま引き継いだ存在として再構成した存在。ただし、容姿は現実のものであり、一部のプレイヤーはアバター用の装備が使えなくなっている。
ゲームシステムを引き継いでいるため、手順を踏めば任意にスキルを獲得でき、「限界突破」「極限突破」といったスキルで異世界のレベル上限（平均してLv.500）を超えることも可能。ゼロスやアドといったLv.1000越えのプレイヤーは四神の様な下っ端神より強く、ステータスが現実の能力にも反映されて下手な天才が裸足で逃げ出すレベル。アルフィアの説明によると管理者の眷属である「使徒」の身体を素体としてオリジナルの身体と融合されていて、人間の基準を越えた存在。だが異世界で死亡すれば元の世界に送還され本来の身体に戻る仕掛けになっているとのこと。
異世界に移った際に四神の気まぐれで砂漠や山脈といった厳しい環境や魔物溢れる危険地帯のど真ん中に放り出された者も多く、生き残った者はレベルの高さ以上に運やサバイバビリティが高い者も多い。死なずに済んだ場合でも、少なくない数がエロムラと似た様な（そこまで馬鹿な真似でなくとも「元の世界の常識」で行動した結果）騒ぎ・問題を起こして牢に入っているパターンも多い。
イリス / 入江澄香（いりえ すみか）
レベルは237。ハイ・ソーサリス（高位女性魔導士）。ゼロスと同じ元プレイヤーだが、実力は一般枠。それでも異世界の常識からすれば上位である。14歳だが、ゲームではアバターを成人女性サイズにしていたため、装備のサイズが合わず、手持ちで唯一着ることができた魔法少女の様な装備を使っている。最初に辿り着いた村で知り合ったジャーネやレナと共に傭兵をしているが、サバイバルや殺し合いの経験などない中学生だったため、直接的な命のやり取りや獲物の解体などには苦戦している。
金策目的からゼロスに初歩の調合を教わり修得。フェアリー・ロゼとの戦いを切っ掛けに正式に弟子入り。コッコたちと組手を行って近接戦闘技能も身に付ける。
エロムラ / 榎村樹（えのむら いつき）
レベルは632。前衛役の「ブレイヴナイト」。アバター名は「エロフスキート・ムラムラス」で、恥ずかしいので別名を名乗っていたが、ゼロスに鑑定で見破られた際にアンズが略して呼んだ（皮肉にも本名に近い）エロムラが定着する。なにかと問題行動を起こすことが多いトラブルメーカー。奴隷ハーレムを作ろうとして逆に奴隷落ちしたが、シャランラが取り入っていた犯罪組織に買われていた。その後、なんとか放免されてからツヴェイトの護衛として雇われる。ツヴェイトが実家にいる時などはゼロスの手伝いをしていることも多いが、数多くのトラブルを引き起こした結果、トラブルを引き起こし巻き込まれる称号を得ている。
現実では親と反りが合わず、無理やり放り込まれた私立校にも馴染めなかったため中退し家を出ていたが、先の展望があった訳でもなかった模様。
アンズ / 杏（あんず）
Lv.913。「影六人」という忍者パーティで桃忍と呼ばれていた。食うに困ってシャランラの部下になっていたが、無理な命令はのらりくらりと躱していた。その後、護衛としてツヴェイトの部屋に居候しつつ、学院内で女生徒相手に手作り下着の販売をしている。非常に小柄なため、ツヴェイトからは子ども扱いされている。
実年齢も小学生だが、書籍版イラストや漫画版では小柄ではあるがスタイルは良い。影六人のメンバーの内2人は実姉。Lv.1000を越えている上の姉2人との間に兄が3人（内1人がニート）、姉が1人という七人姉兄妹の末っ子。
アド（ADO） / 安藤俊之（あんどう としゆき）
「豚骨チャーシュー大盛り」というクランのサブリーダーをしていた青年。ゼロスとは良く組んでいたためか、弟子の様な存在で戦い方も似ている。イサラス王国に協力しており、四神への復讐の意味もあって危険なアイテムを一時期ばら撒いていた。魔物のスタンピードが起きた際にゼロスと再会。ユイの居所を教えるのを条件に協力。以後行動を共にする。ソリステアに移ってからは魔導式自動車「モートルキャリッジ」生産に関わっており、唯香の出産後にはゼロス宅の隣に家を建てて引っ越す準備を進めている。
レベルは不明だがゼロスが一人の時によくやる常識外れな戦闘レベルに何の疑問も持たずに追従している事からかなりの高レベルがうかがえる。
リアルでは大学生。実は重度の方向音痴で、日本にいた時も不思議なほど目的地にたどり着けず、唯香に手を引いてもらっていた。
ユイ / 船橋唯香（ふなばし ゆいか）
アドの婚約者で初心者プレイヤー。元の世界で妊娠した状態で異世界に来ており、転生者たちはゲーム内で死亡したから四神によって転生させられたのではないということが明らかとなった。ゼロスと合流したアドと再会するが、仲間となっていたリサ、シャクティの存在から浮気を疑う。アドによると疑われたら命の危機と感じるほどのヤキモチ焼き。アド以外の男性は目に入らず、高校時同じクラスだったテッド・デッド（ゼロスの仲間で「緑の殲滅者」）に告白された際には顔どころか名前も覚えていないと切って捨てている。
テッドから贈られた強力なアイテム「利亜獣滅術死（りあじゅうめっすべし）・包丁七点セット」を持っているが、転生者の中ではレベル含めてプレイヤースキルも高くはなく、アドにとっても弱点となるためクレストンの屋敷に客分として保護され、作中で娘である「観音（かのん）」を産んでいる。
リサ、シャクティ
イサラス王国で知り合ったアドの仲間。イリス同様に魔法があるとはいえ中世レベルの異世界で生活に苦労しており、ソリステアに来てからはクレストンの屋敷でメイドとして働いている。
共に元は学生だが、シャクティは弁護士を目指していた模様で個人間のトラブルや法制上の問題に詳しい。
マスク・ド・ルネッサンス
リアルではプロレスラーの「ボンバー内藤」。ゼロスの仲間である青の殲滅者・ガンテツ謹製のパイルバンカーで魔物に突撃する狂戦士。
ハイスピード・ジョナサン
レンタル馬車の御者。スレイプニール3頭引きという馬車を操るが、手綱を握ると人格が豹変する。
ケモ・ブロス
獣人族に協力している若者。ゼロスの所属していたパーティ「殲滅者」メンバーの一人「ケモ・ラビューン」の弟子で重度のケモナーだが、それ以上に人間不信の気が強い。
ルーダ・イルルゥ平原に住む獣人族に協力しているが、あまりに脳筋思考な彼らに振り回され、各部族から集まった女性たちによって形成されたハーレムに搾り取られている。
腐・ジョシー（ふ・じょしー）
転生者としては珍しくメーティス聖法神国に合流している。名前の通り腐女子であり、ゲームではガチムチの男性アバターで活動していた。異世界に来てからは聖法神国の同じ趣味を持つ者たちと共に創作と腐教を進めている。アルフィアによって聖法神国が崩壊を始めたため、勇者たちと合流してソリステアに向かっている。
シャランラ / 大迫麗美（おおさこ れみ）
ゼロスの実の姉。46歳。他人を利用することで生きてきたタイプで、自分に不都合な事実は聞かないし理解しない。親の遺産と夫の預金を2年で食い潰し、離婚するが相手の不倫の証拠も揃えていたため示談で片づけた。ゼロスの住む社宅に3年も居座り、掃除と称して部屋の金品を漁りつつ（通帳他貴重品は貸金庫に入れていたため未遂）会社の上司（妻子持ち）を誑し込んで貢がせていた。転勤で独身寮に移った際に追い出したが、姉という立場を利用して留守宅に入り込み開発中だったプログラムを盗み出して他社に売り飛ばし、ゼロスが解雇される理由となった。その後、田舎に引っ込んだゼロスに金をたかろうとしたが、あまりに金の気配がない生活に顔も合わせず引き返した。生活のためにとあるオタク男の家に転がり込み、暇つぶしに「ソード・アンド・ソーサリス」をプレイしていた。
前述の通り実年齢は46歳だったが転生後に「回春の秘薬」を使い30歳前後の姿に若返った。だが、元々はゼロスの仲間である白の殲滅者・カノンが作った失敗作であり「若返ったあと倍の速さで老け込む」というリスクを知らずに使用したため、ゼロスが解決策を知っていると思いこみ狙っていた。異世界に来てからは犯罪組織や聖法神国の裏部署を渡り歩き、秘薬の解毒法を求めてサントールに現れるが、行動を読んでいたゼロスに追い詰められた末に逃げ出すもチョロまかした魔法薬（秘薬の解毒薬ではなくゾンビ化薬）を飲んでしまった所を居合わせた傭兵に倒されて死亡する。なお、追い詰められた際にも「ゼロス（を含めた他人）に恨まれる覚えが全くない」と語り、それまでは苦しめることを冷静に実行していたゼロスをぶちキレさせている。
異世界人であるため成仏することはなく、同様に彷徨っていた勇者たちの魂の群体から力を奪って独自に生き返るための方法を求めて行動していた。だが、まったく見通しの立たない状況から精神的に疲弊し、アーハン鉱山ダンジョンでゼロスに襲い掛かるも正体不明のモンスター扱いで倒された。魂は回収担当の使徒たちの手に渡ったが、魂の疲弊度が深刻で、元の時間軸に戻しても歴史通りの行動をしない可能性がある。観測された歴史では依然として変わることない行動を繰り返し、最終的には世界的犯罪組織のメンバーになるが、そこで犯したミスが組織摘発の切っ掛けとなったという悪い意味で重要なポジション。だが、このままだとそこまで辿り着かない模様。

### ソリステア魔法王国
異世界にある国家のひとつ。名前の通り魔導士の多い国だが、際立って優秀な者は多くない。魔法技術その物の衰退と利用目的が戦闘に偏っているためか、後述の魔法学院を卒業しても能力が中途半端で魔導士として活動できない者も多い。
魔導士としての実力に応じて纏うローブが「白↘赤↘黒↘灰」に色分けされており、意図的に灰色のローブ（実はベヒーモスの皮を加工した伝説級装備）を着ているゼロスは、この国では（よほどの目利きでない限り）初対面の人間からは下っ端に見られることが多い。

#### ソリステア公爵家
ソリステア魔法王国でも王家に次ぐ格式を誇る名門貴族。優秀な人物が少なくはないが「関りの薄い他人の名を覚えない」という共通項がある。
セレスティーナ・ヴァン・ソリステア
現公爵であるデルサシスの娘であるが、実母は屋敷の使用人であり、魔法が使えなかったことから迫害を受けていた。ゼロスの指導を受けたことで魔法を満足に使えるようになり、座学にも手を抜かなかったため学院復帰後は才女として名を馳せる。
実母であるミレーナは「未来予知」という血統魔法を受け継ぐ一族だったが、その力を望む者たちに狙われ続け、狙われる原因たる血統魔法を消し去るために活動していたため、セレスティーナは未来予知は受け継いでいない。
ツヴェイト・ヴァン・ソリステア
セレスティーナの異母兄で次期公爵候補と言われている。イストール魔法学院に所属しており、成績優秀ではあるが問題児でもあった。ルーセリスに惚れている。
当初は非常に高圧的で粗暴な性格で、妹であるセレスティーナにも「魔法がまともに使えない出来損ない」として冷たく当たっていたが、これら行動は学院で派閥の主導権を狙う者に掛けられた洗脳魔法が原因で短絡的な思考にされていたため。ゼロスに出会い、あまりのレベルの違いに打ちのめされたことによる衝撃で解除される。
ゼロスに弟子入りし、実戦に則った訓練も受けたことで一皮むける。セレスティーナにも冷たく当たっていた過去を正式に謝罪し和解してからは、次期公爵候補としても戦術の指揮官としても一人の魔導士としてもかなりの力を身に着けつつある。
クロイサス・ヴァン・ソリステア
ツヴェイトの腹違いの弟。イストール魔法学院内ではトップの成績を誇るが、冷ややかな性格でツヴェイトとは仲が悪い。自身の興味を惹く研究にしか興味がなく冷静というより研究以外には関心がないだけ。研究にばかり熱中し、レベルアップどころか身体鍛錬もおざなりで体力はない。自身の研究がどんな結果を及ぼしても気にかけないどころか、新しく研究対象として興味を惹くものを見つけるとそれまで研究していたものを放置していくことも多い（同様に研究に熱中すると自分で決めていた予定も忘れてしまう）。実験などで失敗・事故を引き起こしても「失敗した原因」を説明するばかりで謝罪をしたことがないなど、洗脳されていたツヴェイト以上の問題児。
学院寮や公爵家本邸の自室は収拾した素材や借りっぱなしの資料で埋もれており、他者が入ると異なる世界に迷い込むという超常現象が起こる。体験者は詳しい記憶が残っていないが、部屋の前を通ると時折演技とは思えない絶叫や爆音、謎の効果音が聞こえる。なお、クロイサスの部屋はドアのカギが壊れているのだが、この際にはドアが開かなくなっている。
ツヴェイトらよりも遅れてゼロスと出会ったが、出会う前はツヴェイトらは「研究に没頭して危険なものを作り出すタイプ」と言う意味でゼロスと同じタイプとして危惧されており、実際出会ったら変な方向で意気投合している。
こんなダメ男の典型例のようだが学院内でクロイサスを構ってくれる女友達が出来てからは多少改善している模様。ツヴェイトには「女がダメ男を変えるのか」と驚愕されていた。
デルサシス・ヴァン・ソリステア
声 - 宮本充
現ソリステア公爵で3兄弟妹の父親。「沈黙の獅子」の異名を持つ非常に優秀な人物。現国王とは従兄弟同士で継承権も高いが、現状の地位が一番好き勝手出来ると考えていて王位には興味がない。仕事を片付ける過程で増えた仕事も振り分けた上で2人の妻や非公式の愛人と交流を続ける強者。商会も営んでおり、各地の争乱で難民となった技術者を保護し仕事を与えているほか、ゼロスから提供された魔法スクロールや魔道具の生産で魔導士の雇用も作り出しており、その返礼として協力的な転生者たちには便宜を図っている。
逆に商売敵となった相手には容赦しない性格でもあり、過去にいくつも商売敵を潰しており、その中にはいわゆる闇の組織も多数含まれていた模様。ゼロスに対して「世の中には知らない方がいい」と言い放って戦慄させるほどの威圧感も持つ。
クレストン・ヴァン・ソリステア
デルサシスの父で先代公爵。前国王の実弟でレベルも300台と現役時は「煉獄の魔導士」の異名を取り、国内では唯一の白いローブを許されている。基本的にはまともな人物だが、孫娘であるセレスティーナには甘く、彼女のためなら公爵家資産の無断使用や他者の犠牲を厭わない時がある。
ミスカ
ソリステア公爵家のメイド。セレスティーナ付きだが、何かと周囲をおちょくる行動を繰り返す。実はデルサシスとは学院の同期で「氷結の女王」の異名を持ち、セレスティーナの母親とも友人だった。ハーフエルフなので20歳前後の容姿を保っているが、実年齢を言及した者は恐ろしい目に遭う。

#### サントールの街
ルーセリス
声 - 上田麗奈
孤児院を運営する四神教のシスター。18歳。ツヴェイトから言い寄られていたところをゼロスに助けられる。実は隣国のアルトム皇国の皇族の生まれだが、翼を持たずに一般の人族と変わらない見た目で生まれてきたため、母親に不貞の嫌疑がかけられ国を出奔しており、その関係で自身の生まれについて知らなかった。実際は不貞でも何でもなく、皇族の遥か祖先に人族の血が混じった事があり、隔世遺伝で人族の特徴が現れただけである。
ゼロスから大まかな医療や人体構造に関する知識を学び、ゼロスが効率化した回復魔法を使うことで治療の成功率が上がっている。ゼロスとの間に恋愛症候群（ラブ・シンドローム）の兆候が起きており、同様に兆候が出たジャーネと一緒に嫁入りしようとしている。
子供のころはヤンチャで、近所の悪ガキを叩きのめして裸に剥いた上で広場に逆さ吊りしたことが「フルモンティ・ハングドマン」という伝説になっている。なお、ルーセリス自身は1回しか実行していなかったが、街の住人によって悪さの過ぎたガキに対する制裁として定番化した。
ジャーネ、レナ
傭兵の女性。仕事先で出会ったイリスとパーティを組む。ランクはそれほど高くはなく、金欠になるとルーセリスのところに泊まり込むことが多い。
ジャーネは大剣使い。ルーセリスと幼馴染で男性には免疫がなく、純情。姉御肌な性格も神官としての修業で街を出るルーセリスに孤児チームのリーダーを任されたからだった。ゼロスとの間に恋愛症候群（ラブ・シンドローム）の兆候が起きており、同様に兆候が出たルーセリスによって一緒に嫁入りさせられようとしている。
レナはナイフ使い。重度のショタコン。傭兵になったばかりの少年や、時には明らかな未成年にも手を出していて、イリスが男体化してもイケるらしい。また、腕利きのギャンブラーでもあり、カジノにも出入りしている。カジノでは周囲の妬みを避ける意味もあって勝ち金の2/3を他の客に酒代として振舞うことが多い。
ベラドンナ / キャンディ
魔道具店を営む女性。魔導士・錬金術師としてはそこそこ優秀なのだが、店の装飾と店番をさせているクーティーのせいで繁盛しているとは言えなかった。ソリステア商会からの魔道具製作の依頼でなんとか食いつないでいたが、18巻で起きた地震で店舗として借りていた建物が倒壊し店を閉めることを決め、仕方なく雇用していたクーティーとの縁を切った。
クーティーという信用できない店員がいたため、貴重品はマジックバッグ（見た目は古カバンで祖母の形見と言っている）に纏めている。また、恋人はいるがクーティーに知られるとしっちゃかめっちゃかにかき回されるので隠している。
クーティー
ベラドンナの店に住み着く居候。自分は有能だと根拠もなく信じている「無能の天才」としか言えない人物。「他人を勝手な思い込みで犯罪者扱いする」「金もないのにツケが通用すると思い込んで無銭飲食を繰り返す」「狩りに行けば魔物を粉々に粉砕して素材も取れない（本人のレベルだけは上がる）」「出来もしないことを出来ると言い張って失敗しても、それを認めない」といった問題行動をしてもまったく懲りることがなく、ベラドンナに追い出されてもその事実を忘れて帰ってくる。街や周辺住民からも迷惑な存在と認識されていて、気絶して河を流されていても放置され隙あらば始末できないかと考えられている。実の家族は彼女に関わるのを避けるために行先も告げずに転居している。店の閉店を決めたベラドンナから本格的に縁を切られる。その後はゴミを漁るレベルに堕ちていたが、偶々遭遇したゼロスを新たな寄生先にしようと追いかけたりした。
ジョニー、アンジェ、ラディ、カイ
ルーセリスの管理する孤児院で暮らす子供たち。孤児院を出る時期が近づいているが非常に逞しく、傭兵になって資金を稼ぎ商売を始めようと考えている。コッコたちと稽古し街の大人たちの様子を盗み見ていた結果、年齢不相応な戦闘力やスキルを身に付けているが、実戦を伴った経験が不足していることは否めない。
ジョニーは、ゼロス引率による訓練中に仲間を失くした傭兵と知り合い、仲間の危機も経験したことで一皮むける。
アンジェは女の子なだけあって男子たちよりもおませだが、現時点では仲間同士という関係。
ラディは4人の中では少々影が薄い。
カイは小太りで食肉に対する執着が強く、ゼロスからも食肉を尊ぶ教団が作れそうだと言われている。
カエデ・ハーフェン
声 - 水瀬いのり
ルーセリスの管理する孤児院で暮らす子供でハイエルフのサムライ少女。剣の道に邁進しており、コッコの一羽ザンケイとはライバル。両親であるゲンマ（声 - 成田剣）とコズエ（声 - 生天目仁美）は普通のエルフ（この世界のエルフは魔力量以外、外見は人族と変わらない。ハーフや先祖返りには耳の形などに特徴が出る）で、彼女も先祖返りらしい。
ウーケイ、ザンケイ、センケイ、メイケイ
ワイルド・コッコと呼ばれる魔物だが、TKGのために鶏卵を求めたゼロスと出会う。
コッコの中でも武芸に傾倒して上位種に変化していた群れで、とある傭兵が養鶏をしようと飼っていたが手に負えなくなった挙句、対処を丸投げされたゼロスに叩きのめされる。その後は心服し弟子としてゼロスの家に住むようになり、卵も提供しているらしいが、卵があまりに栄養豊富で味も濃厚過ぎたため、醤油の方が釣り合わず、完璧なバランスのTKGを求めるゼロスに新たな課題を突き付ける事になってしまった。
最初に名付けられた三羽は「三武鶏（さんぶけい）」と呼ばれ、時折外に出ては魔物と戦い、人族でも悪人と判断した者たちを「師（ゼロス）の同族として恥さらし」と成敗している。メイケイは教え上手で師範として子供たちやイリスに稽古をつけている。
彼らの群れは雌鶏どころかヒヨコですら下手な傭兵より強く、代表である三羽に至っては更に進化したコカトリス形態になることも可能だが、時折あらわれるアンズには抵抗する間もなくモフられている。
基本的に人族の言葉を話す事はできないが、ゼロスを含めた一部の者とは何故か会話が成立しており、知能もゼロスからの傭兵依頼を理解し実行する程度にはちゃんとある。
メルラーサ司祭
サントールの街にある四神教の責任者の1人。神頼みを否定し自力救済を謳う豪快な人物。本国の法皇も遠慮なく扱き下ろしているが、そういった人物ゆえに国外に放り出されたとも言える。18年前に借金取りから逃げ回っていた最中、アルトム皇国から命がけでソリステアに向かっていた女性・メイアを助け、志半ばで倒れた彼女の娘であったルーセリスを預かり育てた。聖法神国崩壊以降はアルフィアのテコ入れ（ゼロス製作の回復魔法増強効果のある杖）も受けたことで新たにアルフィアとその眷族を奉じる教団を組織することになる。
結婚はしていないが子供が5人いて、すでに成人して働いており、孫も11人いるとのこと。

#### ハンバ土木工業
ドワーフ族を中心に構成されている土建会社。職人意識の塊で、理屈に合わない設計や依頼の確認にも来ないようなら注文主でも平気で殴るし、下手な傭兵より遥かに強い。仕事が入ると社員やゼロスは都合も休みも無視して連れ出される。作業中は歌って踊る土木作業員。また、今作のドワーフは職人魂の権化とも言われる種族で、技術を高めるためなら率先して被災地域に赴き解体・復興作業を行う。他の種族の職人は彼らの指導に洗脳されてワーカホリックと化していく。
ナグリ
ハンバ土木工業の棟梁。名前の通り、何かというと拳で語る人物。
ボリング
ハンバ土木工業の社員。ナグリの叔父。ドワーフとしては珍しく髭を伸ばさずに剃っている。
ガトウ / 加藤貴仁（かとう たかひと）
ハンバ土木工業の社員で現場監督。実は作中の33年前に召喚された勇者の生き残り。

#### イストール魔法学院 / スティーラの街
ソリステア魔法王国の国立学校と存在する街。初等科・中等科・高等科が存在し、街そのものも学院が中心となる学術都市。傭兵ギルドも学院生からの依頼が多いが、護衛以外には「魔法薬の実験台」という依頼がある（危険度は低いもので、現金以外の報酬として魔法薬が提供される。本当に危険なモノは収監された死刑囚を使っている）。
名門校とされているが、邪神戦争に端を発した魔法技術の散逸などにより、教えるレベルは高くはない。前述のセレスティーナや後述のクリスティンが魔法を使えなかったのは、基礎魔法すら「魔力量が一定の基準を下回る者には使えない」という改悪された欠陥が放置されていたから。
ゼロスの指導を受けたツヴェイトやセレスティーナは旧態依然とした学院に戻る意味を見出せず「学院を退学してゼロスに本格的に弟子入りした方が良いか」とクレストンに聞いていたが、仮にも名門校中退は外聞が悪く認められなかった。
ツヴェイトやセレスティーナ、クロイサスの広めた新説・新技術によって既存の魔術・知識しか持ち合わせていない講師陣は立場がなくなり、現役の生徒が新入生用のカリキュラムを作る流れになっている。
学内には戦術研究を行う「ウィースラー派」、各種（魔導具・魔法薬など）研究をする「サンジェルマン派」といった派閥があり、学年とは関係なく所属して活動を行っており、卒業後の進路や人脈作りに利用されている。
キャロスティー・ルド・サンジェルマン
セレスティーナの同期。セレスティーナが魔法を使えなかった頃から気に掛けており、夏季休暇後に修得した魔法を披露してからは友人となる。所属する派閥・サンジェルマン派は彼女の曾祖父が始めたものだが、あくまで派閥の一員。
ウルナ・ラハ
ハウンド族と呼ばれる半獣人の少女。学園で教えている魔法を使えないことで落ちこぼれとして学内でイジメを受けていたが、セレスティーナの助言で種族特性である身体強化魔法を修得してから友人となる。獣人族は身分より自身が相手をどう思っているかが重要らしく、セレスティーナは様付けなのにキャロスティーは呼び捨てである。
魔力の素質としては悪くなく、身体強化魔法を初めて発動させた時点で、イジメっ子たちがかけていた拘束の魔法を力ずくで引きちぎるほどの能力を見せている。
ディーオ
ツヴェイトの同期で友人。セレスティーナに惚れているが、当のセレスティーナからは名前すら憶えられておらず、過去にクラスメイトだったクロイサスも名前を憶えておらず間違った名前で呼ばれる。自身は行動を起こさずヘタレており、ツヴェイトに仲を取り持ってくれないかと頼んでいる。
マカロフ
クロイサスの同期で友人。研究のために無理をするクロイサスに巻き込まれる苦労人。過去にクラスメイトだったツヴェイトは名前を憶えておらず間違った名前で呼ばれる。
イー・リン、セリナ
クロイサスの同期で友人。
イー・リンは半獣人の少女。世話好きで研究以外にはズボラなクロイサスを気にかけているが天然なところもあり、スキンシップ多めなこともあってクロイサスとの会話から周囲に誤解も生じている。
セリナは研究肌だが、クロイサスほど無分別ではない。マカロフと同様にクロイサスの暴走には手を焼いている。
サムトロール・イヴァ・ウィースラー
貴族としての血統自慢しかできない侯爵家の次男坊。血統魔法と呼ばれる代々遺伝する魔法を自慢しているが、実際には魔力不足で発動しないものが多く、遺伝した魔法に潜在意識の容量を取られて覚えられる魔法の数・種類も限定される。
親族が始めた派閥を私物化しており、取り巻きの洗脳魔法を使わせて反対意見を出しそうな者を操ることで派閥を牛耳っていたが、洗脳が解けたツヴェイトの説得力・実力の両方が伴った意見による影響で派閥内の立場を失くす。裏組織を使ってツヴェイトの命を狙うが失敗し、家からも切り捨てられる(爵位の順列としては公爵のソリステア家の方が上で、口実さえあれば一存で処刑すらできるほどの差がある)。危険な薬物でドーピングして暴走。自滅した。
カーブルノ・カシラ・パンティスキー
伯爵子息。ラーマフの森で行われた実戦訓練でゼロスが護衛に付くが、彼の指導するサバイバル訓練の結果、訓練を受けた同期生と共に突き抜けた右寄りの思想に傾倒するようになる。
セイフォン
スティーラの街にある傭兵ギルド支部長。「閃光」の二つ名を持つSランク傭兵だが、オネエ言葉で話す優男。そのイメージに反して嗜好はノーマル。好みは体格が良く逞しい女性で、53人も妻がいる既婚者。
レイピア使いであり、傭兵の仕事のためにソリステア公爵の紹介状を持って最初から高ランクの登録を求めたゼロスに対して、ギルドとして実績作りのためを半分、本人の趣味を半分でゼロスと手合わせする。

#### その他
アーレフ・ギルバート
王国騎士団の騎士。ゼロスがセレスティーナとツヴェイトを連れてファーフラン大深緑地帯に訓練に向かった際に同行した分隊長だった。大深緑地帯ではゼロスのブートキャンプに巻き込まれた結果、部下も含めて大幅なレベルアップを果たす。その後大隊長に昇進し、騎士団だけではなく魔導士団も加えた大深緑地帯での訓練を正式化した。
クリスティン・ド・エルウェル
子爵家令嬢。セレステイーナと同じ理由で魔法が使えず、騎士を目指している。ダンジョン化したアーハン鉱山内で出会ったゼロスの改良した魔法陣で魔法を使えるようになる。イーサ・ランテ近郊の温泉施設でツヴェイトと知り合うが恋愛症候群の兆候を見せる。
サーガス・セフォン
クリスティンの家庭教師を務める魔導士でウルナの養父でもある。クレストンと同年代ながら筋骨隆々とした2メートルの偉丈夫。クレストンとは顔を会わせると場をわきまえずに喧嘩を始める仲。

### メーティス聖法神国
「四神教」と呼ばれる宗教を奉じる宗教国家。魔導士を排斥している。彼らが使う神聖魔法も単なる光属性魔法であるのだが「神官」としての職業補正で回復魔法は効果が上がりやすい。邪神による古代文明崩壊の頃から30年ごとに異世界人を呼び寄せる「勇者召喚」を行っているが、魔法に関する知識を捨てているため、それが世界を滅ぼす行為と気づいていない。
召喚した勇者の知識から兵器を始めとした魔法に頼らない技術や文化の再現を進めている。だが、勇者たちは召喚された時点で14歳前後と詳しい知識とは言えないため生産スキルなどを駆使しても火縄銃や旧式の大砲が精いっぱい。文化関係では原作をパクった上で複数の作品を混ぜこぜにした物や教育上宜しくない作品をゾーニングもせずにばら撒いているため、最近になって他国からは検閲の対象になる。
国内の有力者には過去に存在した勇者の子孫もいるが、能力があっても人格に問題がある人物も多い。

#### 四神
邪神を創り出した創世神が、封印した邪神の代わりに妖精王を強化して造り出した管理者。だが、元々妖精は享楽的な思考を持つため管理はシステムに丸投げしている。邪神戦争で文明が崩壊して娯楽に乏しい世界になってしまったため、自分たちが楽しめる世界を創るという目的から勇者召喚を続けている。復活したアルフィアに管理権限を奪われ、そのいい加減な行いも暴露されたため信仰の対象から外れる。
アクイラータ
水の神。シースルーのドレスを着た青い髪の女性の姿をしている。四神の中ではリーダーシップを取っているが、やっているのは聖女への神託による丸投げである。
フレイレス
火の神。ゴスロリ服を着た赤い髪の少女の姿をしている。考えなしで自分が楽しむことにしか興味がない、というかそれ以外のことを考えるのは苦手。
それなりに強いのだが異様に被弾率が高く、敵味方の避けた魔法や攻撃によく当たる。
ウインディア
風の神。セーラー服を着た緑色の髪の少女の姿をしている。四神の中ではもっとも娯楽に飢えているが、現在の世界では娯楽も限定されているため外出することも滅多にない。危機察知能力は高く、相手が悪いと真っ先に逃げを打つ。四神の中では最初にアルフィアに掴まり、管理権を奪われた末に異空間に閉じ込められていた。手持ちの寝具を探していたガイラエルによって異空間からは引き出されるが、見つからない寝具の代わりに抱き枕にされる。
ガイラエル
大地の神。パジャマを着た土色の髪の女性の姿をしている。四神の中でも殊更に怠惰な性格で聖域に引き籠って寝てばかりいる。ゼロスたちに狙われ聖域に避難してきたアクイラータたちがうるさくて安眠できず、適当な寝場所を探しながら寝ていた所をアルフィアに発見された。元々管理者になりたかったわけではなく高級寝具と引き換えに管理権を渡し、アルフィアに付きまとった結果、ゼロス宅の空き部屋で惰眠を貪っている。

#### 勇者
30年に一度、メーティス聖法神国によって異世界から召喚された者たち。その多くは10代半ば～後半であり、上手く煽て挙げられて国の道具にされている。利用しやすいようにレベルは500が上限とされているが成長が早い。ステータスを強化するスキルのレベルは上げられないように働かされている。直近の召喚は3年前であり、現在の勇者は17歳～18歳。
世界に対して不都合なものを処分するために召喚される存在であり「抗体」とも呼ばれている。本来召喚された者は元の世界に送還するのが決まりだが、いい加減な四神と魔法を排斥した聖法神国によって、最終的には殺されている。ガトーのように国の追撃を逃れた者もいるが、召喚された者はどんな形で死んでも異界の理によって輪廻に戻ることも出来ずに彷徨い続ける。
召喚魔法自体も、30年に一度というハイペースで繰り返されることで、作中の時点であと1500年もすれば世界の魔力を使い果たして魔力を持つ生物が悉く死滅してしまう寸前だった。
後述のジャバウォックとなった者たち含め、ルシフエルやアルフィアの手で魂は回収され、順次「召喚された時点まで遡った」元の世界に送還されている。ただ、召喚された時点では一般学生だったが、元々持っていた才能や尖った志向から本来の歴史では独裁者やマッドサイエンティストになった者も多い。
一条渚（いちじょう なぎさ）、田辺勝彦（たなべ かつひこ）
情報収集任務でソリステア魔法王国を訪れていたが、キャンプ中のゼロスたちが作るカレーの匂いに誘われて接触してきた。ゼロスのハッタリ交じりの真相暴露によって聖法神国を信用できなくなり、ソリステアに留まる。渚はサントールの街にある食堂で働き始める。勝彦は地道に働く気がなく、いくつかの求職活動に失敗した挙句傭兵となるが、何かというと渚にたかりに来ては叩き出されている。
風間卓実（かざま たくみ）、姫島佳乃（ひめじま よしの）、神薙悟（かんなぎ さとる）、坂本康太（さかもと こうた）、山崎ゆかり（やまざき ゆかり）、田代淳（たしろ じゅん）
アルトム皇国との戦いに派遣されていた。風間以外は皇国要人の襲撃をした際に警備していたゼロスに説得されて捕虜となった。
風間は聖法神国では認められない魔導士だったため冷遇・排斥されていたが、それゆえに聖法神国の言い分を疑っていた。戦いに負けた際に殿を押し付けられ死んだと思われていたが、生かして保護されており、第二皇女・ラシャラ（見た目は幼女だが23歳）と恋仲になっていた。
姫島は風間の幼馴染で片思いしており、彼が死んだと判断された際にはアルトム皇国への復讐心に駆られて暴走していた。ルセイから生存と同時に恋人が出来ていると聞き、ショックを受ける。
岩田定満（いわた さだみつ）、八坂学（やさか まなぶ）、川村龍臣（かわむら たつおみ）、笹木大地（ささき だいち）、佐々木学（ささき まなぶ）
勇者たちの中でもリーダー格として扱われていた面々。首都を襲ったジャバウォックの中にいる勇者たち（岩田含む）から真実を聞かされ、これからの身の振り方を考えることになり、亡命希望者を募って聖法神国からの脱出を図り、差し当たってソリステアに向かっている。
岩田はガキ大将タイプで傲慢だが、力の使い方に対しては信念らしきものはあったと八坂に評されている。ルーダ・イルルゥ平原でアドから聖法神国がしでかしている問題を聞かされて法皇に問いただすも背後から刺された末に神聖魔法（実際には単なる光属性魔法）で焼き尽くされた。対外的には戦死とされるが後述のジャバウォックの一部となって現れる。焼き殺されたはずなのに死体を下水道に捨てられたという別の勇者の死因と混同しており、同じくジャバウォックの中に同化していた勇者たちを戦慄させた。
八坂は謎のアンデッド発生事件でゼロスやアドといった転生者の中でも図抜けた者たちに出くわし、自分たち勇者とは別物の実力を目の当たりにした。異世界の状況も聞かされて聖法神国は既に詰んでいることを知る。
川村は生き残ったリーダー格の中ではまともな方だが、逆に人が好過ぎて、正義感も強すぎる。亡命者を募るために別行動していたが、大量の難民を連れてきた。
笹木は強きに靡き、弱きを挫く典型的なクズ。場当たり的で状況に流されやすく、煽てられればその気になる単純なタイプ。然したる理由もなく簡単に他人を裏切るような性格で信用されていない。亡命者を募るために別行動していたが、予想以上に少ない人数しか連れてこなかった。
佐々木は生産職勇者を纏めていた。笹木と名字の音が同じなため「サマッチ」と呼ばれている。少々吃音だが、八坂と同様にメーティス聖法神国が終わりだと判断している。亡命者を募った際に、腐☆ジョッシーを筆頭に問題のある出版部を連れてきた。
滅魔龍ジャバウォック
異世界に召喚されてメーティス聖法神国の走狗として使われた末に殺された勇者たちの魂が群体となって生まれた存在。魂レベルで混ざり合いかけているため、自分の死因を間違えるなどといった記憶の混濁も見られる。聖法神国に復讐するために魔力を蓄え自分たち同様に殺された勇者や戦死した勇者の魂を集めていた。その最中にシャランラや只の盗賊といった犯罪者まで取り込んでしまい、統制が取れなくなった末に蓄えていた魔力も大幅に持ち去られる。
その後、改めて蓄えた魔力で聖法神国を襲撃し、法皇の前で恨み言を語るが、それは策謀で法皇たちの暴言を聖法神国全体に広め、その上で抹殺した。

#### 聖天十二将
フューリー・レ・レンバルト
アーレン・セクマ

### その他の人物
ルセイ・イマーラ
翼を持つ古代種「ルーフェイル族」の女性で、アルトム皇国の皇族。婚期に焦る22歳。「黒天」の異名を持つ将軍だが、対人赤面症で顔を隠す仮面を着けている。
実はルーセリスの実姉。短く切り揃えた黒髪で黒い翼をもっている以外はそっくりな容姿をしている。幼い頃に翼を持たず生まれてきた妹と、不貞を疑われて行方不明になった母を心配していた。ゼロスからルーセリスの存在と翼をもたない子が生まれたのは単なる隔世遺伝ではないかと聞かされ、父親の命を受けてサントールまで訪ねてきた。母・メイアの顛末とこれからも翼のない子が生まれてくる可能性を報告したが、報告を聞いた父親のラーフォンは寝込んでしまい、当時母を責めた皇宮内は責任問題で揉めに揉めていて帰りたくないと漏らしている。
ルーフェイル族は使徒の末裔で成人の平均レベルが400台、上位者は600台に達する。パーティを組めばドラゴンとも戦える異世界最強の種族だが、アルフィアによると使徒から退化した存在。翼をもち、飛行能力を持つが速度は平均して時速40キロメートルほどで長距離飛行も出来ない。
メイア
ルセイとルーセリスの実母。自らが産んだルーセリスに一族の証たる翼が無かったため、不貞を疑われて国を出奔する。当時は山越えするしかなかった険しい道でソリステアに向かう途中、魔物に襲われて傷ついたところをメルラーサに助けられる。メルラーサの回復魔法では傷を塞ぐだけで精いっぱいで、身体の自由が利かなくなる。メルラーサの伝手でイストール魔法学院の大図書館から隔世遺伝の情報を得るが、すでに死病に犯されておりルーセリスをメルラーサに託して他界した。
なお、Web版では亡くなってはおらずメルラーサの伝手で世話になった河族（ヤクザ）モーバス一家の若旦那と再婚している。ルセイやルーセリスの弟妹も生まれており、ラーフォンは別の意味で落ち込んで隠居している。
ケモ・ラビューン、カノン、ガンテツ、テッド・デッド
オンラインゲーム「ソード・アンド・ソーサリス」ではゼロスと共に「殲滅者」として名を連ねていたプレイヤーたち。ゼロスを含めて黒・赤・白・青・緑という色分けされた装備を使っていたためそれぞれ「〇の殲滅者」と呼ばれていた。邪神を倒した際にゼロス以外のメンバーはそれぞれ理由があって即ログアウトしており、自爆に巻き込まれなかったため異世界には来ていない。
ケモ・ラビューンは重度のケモナーで、ダンジョンを占拠して最奥部に獣人ホムンクルスで作り上げた酒場を営んでいた。だが、その正体はゼロスたちの世界の観測者である。遊び好きで過去の世界にオーパーツをばら撒いたりするため、後のフォローを丸投げされる配下の使徒たちからは迷惑がられている。
カノンはハイ・エルフの錬金術師で紅一点。様々な秘薬を創り出したが、前述の回春の秘薬を始めとした失敗作をばら撒いていた。イリスは彼女に憧れている。
ガンテツは武器生産職だったが、作る装備品には必ず「自爆装置」を組み込むことで知られていた。
テッドは呪いのアイテム作りに傾倒している。アドやユイの幼馴染で、家は裕福だったためかTCGでも大人買いで固めたデッキで無双し、ダブったカードは譲るといった陽キャだったが、高校時にユイに告白するも撃沈されたことを切っ掛けに転身。リア充憎しで呪いのアイテムをばら撒くようになった。
なお、殲滅者は他のプレイヤーから付けられた二つ名であり、正式なパーティ名は「趣味を貫き深みに嵌る」という。
ルシフェル
ゼロスが生まれた世界の観測者たる存在「ケモ・ラビューン」の使徒で、異世界に召喚された者たちの魂を回収する作業を進めている。休暇を取っている間に堕天使扱いにされたり、異世界に出向した際には依り代に仕込まれた疑似人格で取った行動がきっちり記録され、後で見せられたりと主からはなにかとおちょくられている。
創世神
管理者としてはケモさんの先輩にあたるが、ある意味、全ての元凶。
次元階梯の上昇に伴い、自らの後継者としてアルフィアの原型となる邪神を作ってしまい封印。時間も無かったため急場しのぎで4体の妖精王を転化した四神に管理権限を与えて上位次元に移行した。

## 評価
『ダ・ヴィンチWeb』において岩倉大輔は、「本作からは社会の荒波に揉まれるアラフォーの夢と悲哀が感じられ、ちょっと疲れた同年代のおじさんならきっと共感できるのではないか」と述べている。

## 既刊一覧

### 小説
- 寿安清（著）・ジョンディー（イラスト） 『アラフォー賢者の異世界生活日記』 KADOKAWA〈MFブックス〉、既刊20巻（2025年2月25日現在）
  1. 2016年9月31日初版第一刷発行（9月23日発売[6]）、ISBN 978-4-04-068641-7
  2. 2017年2月25日初版第一刷発行（同日発売[7]）、ISBN 978-4-04-069086-5
  3. 2017年4月25日初版第一刷発行（同日発売[8]）、ISBN 978-4-04-069188-6
  4. 2017年8月25日初版第一刷発行（同日発売[9]）、ISBN 978-4-04-069404-7
  5. 2017年11月25日初版第一刷発行（同日発売[10]）、ISBN 978-4-04-069589-1
  6. 2018年4月25日初版第一刷発行（同日発売[11]）、ISBN 978-4-04-069867-0
  7. 2018年9月25日初版第一刷発行（同日発売[12]）、ISBN 978-4-04-065169-9
  8. 2018年12月25日初版第一刷発行（同日発売[13]）、ISBN 978-4-04-065390-7
  9. 2019年4月25日初版第一刷発行（同日発売[14]）、ISBN 978-4-04-065683-0
  10. 2019年8月25日初版第一刷発行（8月24日発売[15]）、ISBN 978-4-04-064056-3
  11. 2019年12月25日初版第一刷発行（同日発売[16]）、ISBN 978-4-04-064269-7
  12. 2020年4月25日初版第一刷発行（同日発売[17]）、ISBN 978-4-04-064581-0
  13. 2020年8月25日初版第一刷発行（8月21日発売[18]）、ISBN 978-4-04-064869-9
  14. 2021年3月25日初版第一刷発行（同日発売[19]）、ISBN 978-4-04-680322-1
  15. 2021年9月25日初版第一刷発行（同日発売[20]）、ISBN 978-4-04-680764-9
  16. 2022年2月25日初版第一刷発行（同日発売[21]）、ISBN 978-4-04-681174-5
  17. 2022年9月25日初版第一刷発行（同日発売[22]）、ISBN 978-4-04-681744-0
  18. 2023年4月25日初版第一刷発行（同日発売[23]）、ISBN 978-4-04-682418-9
  19. 2023年12月25日初版第一刷発行（同日発売[24]）、ISBN 978-4-04-683162-0
  20. 2025年2月25日初版第一刷発行（同日発売[25]）、ISBN 978-4-04-684567-2

- 寿安清（著）・ジョンディー（イラスト） 『アラフォー賢者の異世界生活日記 ZERO -ソード・アンド・ソーサリス・ワールド-』 KADOKAWA〈MFブックス〉、既刊2巻（2024年8月23日現在）
  1. 2023年8月25日発売[26]、ISBN 978-4-04-682763-0
  2. 2024年8月23日発売[27]、ISBN 978-4-04-683964-0

### 漫画
- 寿安清（原作）・ジョンディー（キャラクター原案）・888（作画） 『アラフォー賢者の異世界生活日記』 KADOKAWA〈MFコミックス〉、既刊8巻（2025年2月20日現在）
ほぼ正確なコミカライズだが、原作でも目立つネタ表現やキャラクターのブレもそのまま描かれている。
  1. 2018年11月21日発売[28]、ISBN 978-4-04-065030-2
  2. 2019年7月22日発売[29]、ISBN 978-4-04-065822-3
  3. 2020年6月22日発売[30]、ISBN 978-4-04-064465-3
  4. 2021年3月22日発売[31]、ISBN 978-4-04-680289-7
  5. 2021年12月22日発売[32]、ISBN 978-4-04-680887-5
  6. 2022年10月21日発売[33]、ISBN 978-4-04-681455-5
  7. 2023年11月22日発売[34]、ISBN 978-4-04-682525-4
  8. 2025年2月20日発売[35]、ISBN 978-4-04-684495-8

- 寿安清（原作）・ジョンディー（キャラクター原案）・招来（作画）・西野リュウ（構成） 『アラフォー賢者の異世界生活日記〜気ままな異世界教師ライフ〜』 スクウェア・エニックス〈ガンガンコミックスUP！〉、既刊16巻（2025年8月6日現在）
MFC版と比べて、作中の小ネタ部分は大幅に削られており、キャラクターのブレを抑えストーリーの流れを描くことを重視している。
  1. 2019年3月13日発売[36]、ISBN 978-4-7575-6042-0
  2. 2019年7月12日発売[37]、ISBN 978-4-7575-6196-0
  3. 2020年2月12日発売[38]、ISBN 978-4-7575-6509-8
  4. 2020年7月7日発売[39]、ISBN 978-4-7575-6726-9
  5. 2020年12月7日発売[40]、ISBN 978-4-7575-6982-9
  6. 2021年5月7日発売[41]、ISBN 978-4-7575-7235-5
  7. 2021年10月7日発売[42]、ISBN 978-4-7575-7506-6
  8. 2022年3月7日発売[43]、ISBN 978-4-7575-7783-1
  9. 2022年8月5日発売[44]、ISBN 978-4-7575-8051-0
  10. 2023年2月7日発売[45]、ISBN 978-4-7575-8375-7
  11. 2023年7月6日発売[46]、ISBN 978-4-7575-8640-6
  12. 2023年12月7日発売[47]、ISBN 978-4-7575-8929-2
  13. 2024年5月7日発売[48]、ISBN 978-4-7575-9169-1
  14. 2024年10月7日発売[49]、ISBN 978-4-7575-9448-7
  15. 2025年3月7日発売[50]、ISBN 978-4-7575-9709-9
  16. 2025年8月6日発売[51]、ISBN 978-4-7575-9983-3